# Catedral de la Reina del Santísimo Rosario (Willemstad)
La Catedral de Nuestra Señora la Reina del Santísimo Rosario también conocida como Catedral de Pietermaai o Catedral del Santísimo Rosario (en papiamento: Kathedrale Reina di Santisimo Rosario, en neerlandés: Heilige Rozenkrans kathedraal) es el nombre que recibe un edificio religioso que pertenece a la Iglesia Católica y funciona como la Catedral de la diócesis de Willemstad (Dioecesis Gulielmopolitana) en Juliana Plein 5, Pietermaai, Willemstad una localidad de la isla de Curazao y que tiene bajo su jurisdicción todas las islas dependientes de los Países Bajos en el Mar Caribe, frente a Venezuela.
Fue Construida en 1870, el exterior tiene un color ocre dorado y con partes en blanco. El interior está muy bien diseñado y pintado de un color blanco brillante. La catedral también está adornada con muchas estatuas como las dedicadas al venerable doctor José Gregorio Hernández (a quien algunos fieles le atribuyen milagros en Venezuela y Curazao) y la dedicada a la Virgen María similar a la de Pieta en Italia.
La catedral sigue el rito romano o latino y desde 1997 es patrimonio de la humanidad de la Unesco como parte de la Zona histórica de  la ciudad y puerto de Willemstad.